# Gabriel & Dresden
Gabriel & Dresden es el nombre del proyecto de los DJs y productores estadounidenses integrado por Josh Gabriel y Dave Dresden. Han creado numerosos éxitos musicales y remixes, muchos de estos son considerados clásicos de la música electrónica y el trance. Ganaron el premio IDMA como "Mejores DJs estadounidense" dos veces en 2007 y 2008, el mismo año en que el dúo se disolvió para volver a unirse el 4 de marzo dando inicio a su tour de reunión en el club Ruby Skye en San Francisco. Produjeron dos álbumes de estudio juntos, un álbum homónimo (2006) y The Only Road (2017), que se lanzó después de un período de inactividad de 11 años.

## Discografía

### Álbumes

#### Álbumes de estudio
- Gabriel & Dresden (junio de 2006)
- The Only Road (2017)
- Remedy (enero de 2020)

#### Bandas sonoras
- Nip / Tuck: Original TV Soundtrack (22 de julio de 2003)

#### Álbumes compilatorios
- Bloom (7 de septiembre de 2004)
- Sensation (1 de mayo de 2007)
- Toolroom Knights, Vol. 2 (22 de octubre de 2007)
- Mixed For Feet, Vol. 1 (26 de agosto de 2011)

### Sencillos/EPs
Esta lista contiene sencillos y co-producciones bajo otros alias de Gabriel & Dresden.
- 2002 Lament
- 2003 As the Rush Comes Como Motorcycle con Jes Brieden
- 2004 Arcadia - #6 Finlandia
- 2004 As The Rush Comes - #11 UK Como Motorcycle [3]
- 2005 Portobello / Serendipity
- 2005 Sub / Tidal Como Bigtop con Pete Houser
- 2005 Dub Horizon
- 2005 Zócalo con Armin van Buuren
- 2006 Tracking Treasure Down - #1 Hot Dance Club Play,[4] #8 Hot Dance Airplay, #6 Finlandia
- 2006 Without You Near Con Markus Schulz
- 2006 Mass Repeat / Eleven Con Scarlett Etienne
- 2006 Dangerous Power - #1 Hot Dance Club Play,[4] #4 Hot Dance Airplay
- 2012 Servo vs Colossus  con Francis Preve
- 2012 No Reservations
- 2012 Play it Back (featuring Betsie Larkin)[5]
- 2013 Shatter  con D-Wayne
- 2013 Tracking Treasure Down Revisited
- 2013 Tomorrow Comes  (feat. Neil Ormandy)
- 2014 Rise Up
- 2014 New Ground
- 2017 "This Love Kills Me" (con Sub Teal) [Gabriel & Dresden Club Mix - Above & Beyond Respray]
- 2017 "Waiting For Winter / White Walls"
- 2017 "You" (con Jan Burton)

Otras canciones
- 2004 Deep, Breath, Love Como Motorcycle con Jes Brieden
- 2004 Imagination Como Motorcycle con Jes Brieden
- 2004 Around You Como Motorcycle con Jes Brieden

### Remixes
- 2001 New Order - Someone Like You
- 2001 Way Out West - Mindcircus
- 2002 4 Strings - (Take Me Away) Into The Night
- 2002 Medicine8 - Capital Rocka
- 2002 Balligomingo - Purify
- 2002 Andain - Summer Calling
- 2002 Paul Oakenfold - Southern Sun
- 2002 Tiësto - In My Memory
- 2002 Weekend Players - I'll Be There
- 2002 Roger Goode - In The Beginning...
- 2002 Ils - Music
- 2002 Jewel - Serve the Ego
- 2002 Beber & Tamra - Travelling On
- 2003 Annie Lennox - A Thousand Beautiful Things
- 2003 Lili Haydn - Anything
- 2003 Depeche Mode - Here is the House
- 2003 Nalin & Kane - Beachball
- 2003 Andain - Beautiful Things
- 2003 Three Drives - Carrera 2
- 2003 Sarah McLachlan - Fallen
- 2003 Gabriel & Dresden vs. Coldplay - Clocks (Bootleg Mashup using 'Serendipity')
- 2003 Dave Gahan - I Need You
- 2003 Deborah Cox - Play Your Part
- 2003 Evanescence - Hello
- 2003 Jewel - Intuition
- 2003 Britney Spears feat. Madonna - Me Against the Music
- 2003 Duncan Sheik - On A High
- 2003 Annie Lennox - Pavement Cracks
- 2003 Annie Lennox - A Thousand Beautiful Things
- 2003 Grayarea - One For The Road
- 2003 Groove Armada - Superstylin'
- 2004 Above & Beyond - No One On Earth
- 2004 Kristine W - Save My Soul
- 2004 The Engine Room - A Perfect Lie
- 2004 Dido - Don't Leave Home
- 2005 Rachael Starr - Till There Was You
- 2005 Perasma - Swing 2 Harmony
- 2005 Motorcycle - Around You
- 2005 Özgür Can - Changed
- 2005 Nicol Sponberg - Resurrection
- 2006 Gustavo Santaolalla - The Wings
- 2006 Robbie Rivera - Float Away (Re-edit of Original Mix)
- 2006 Markus Schulz & Departure with Gabriel & Dresden - Without You Near
- 2007 D. Ramírez & Mark Knight - Colombian Soul (Re-edit of Original Mix)
- 2007 Monochrome - Pearl
- 2007 68 Beats - Replay The Night
- 2007 The Killers - Read My Mind
- 2007 Shiny Toy Guns - You Are The One
- 2008 Faithless - A Kind of Peace
- 2011 Andain - Promises
- 2012 Andain - Turn Up The Sound
- 2013 Sia - Breathe Me
- 2014 Rone - Bye Bye Macadam

## Premios y nominaciones
| Año                                                                  | Categoría                                                                                                   | Emisor   | Resultado |
| -------------------------------------------------------------------- | --- | -------- | --------- |
| 2003                                                                 | Top 100 DJs                                                                                                 | DJmag    | #42       |
| 2004                                                                 | Top 100 DJs                                                                                                 | DJmag    | #41       |
| 2004                                                                 | Mejores productores                                                                                         | IDMA     | Ganador   |
| 2004                                                                 | Mejor pista Progressive / Trance por "As The Rush Comes" como Motorcycle                                    | IDMA     | Ganador   |
| 2004                                                                 | Mejor pista Dance Underground Dance por "As The Rush Comes" como Motorcycle                                 | IDMA     | Nominado  |
| 2005                                                                 | Top 100 DJs                                                                                                 | DJmag    | #29       |
| 2005                                                                 | Best Remixers                                                                                               | IDMA     | Nominado  |
| 2006                                                                 | Top 100 DJs                                                                                                 | DJmag    | #20       |
| 2006                                                                 | Mejores Remixers                                                                                            | IDMA     | Ganador   |
| 2006                                                                 | Mejor pista Progressive House/Trance por "Without You Near" de Markus Schulz, Gabriel & Dresden & Departure | IDMA     | Nominado  |
| 2006                                                                 | Ortofon Best American DJ Award                                                                              | IDMA     | Nominado  |
| 2006                                                                 | Best Producers                                                                                              | IDMA     | Nominado  |
| 2007                                                                 | |          |           |
| Top 100 DJs                                                          | DJmag | #23      |           |
| Mejor pista Progressive House/Trance por "Tracking Treasure Down]    | IDMA | Nominado |           |
| Mejores productores                                                  | IDMA | Nominado |           |
| Mejor pista Alternative/Rock Dance por "Dangerous Power"             | IDMA | Ganador  |           |
| Best Ortofon American DJ                                             | IDMA | Ganador  |           |
| 2008                                                                 | |          |           |
| Best Progressive House/Trance Track for "Dangerous Power"            | IDMA | Nominado |           |
| Mejor DJ estadounidense                                              | IDMA | Ganador  |           |
| Best Global DJs                                                      | IDMA | Nominado |           |
| Best Dance Artist (Group)                                            | IDMA | Nominado |           |
| Post-break-up                                                        | |          |           |
| Top 100 DJs                                                          | DJMag | #65      |           |
| Best International DJs for an event at X2 club in Yakarta, Indonesia | REDMA | Ganador  |           |
| 2009                                                                 | Mejor DJ estadounidense                                                                                     | IDMA     | Nominado  |